# États-Unis aux Jeux olympiques de la jeunesse d'hiver de 2012
Les États-Unis ont participé aux Jeux olympiques de la jeunesse d'hiver de 2012 à Innsbruck en Autriche du 13 au 22 janvier 2012.

## Médaillés
| Médaille | Nom                                                                             | Sport                | Épreuve                           | Date       |
| -------- | ------------------------------------------------------------------------------- | -------------------- | --------------------------------- | ---------- |
| Or       | Ben Ferguson (en)                                                               | Snowboard            | Half-pipe hommes                  | 15 janvier |
| Or       | Summer Britcher Tucker West Ty Andersen Pat Edmunds                             | Luge                 | Relais par équipes mixtes         | 17 janvier |
| Or       | Shoma Uno (JPN) Jordan Bauth (en) (USA) Eugenia Tkachenka / Yuri Gulitski (BLR) | Patinage artistique  | Trophée par équipes               | 21 janvier |
| Argent   | Arielle Gold                                                                    | Snowboard            | Half-pipe femmes                  | 15 janvier |
| Argent   | Ben Ferguson (en)                                                               | Snowboard            | Slopestyle hommes                 | 19 janvier |
| Argent   | Arielle Gold                                                                    | Snowboard            | Slopestyle femmes                 | 19 janvier |
| Bronze   | Aaron Blunck                                                                    | Ski acrobatique      | Ski half-pipe hommes              | 15 janvier |
| Bronze   | Ty Andersen (en) Pat Edmunds                                                    | Luge                 | Doubles hommes                    | 16 janvier |
| Bronze   | Anna Kubek (en) Heather Mooney Sean Doherty Patrick Caldwell                    | Ski de fond Biathlon | Relais mixte ski de fond/biathlon | 21 janvier |
| Bronze   | Korey Dropkin (en) (USA) Marina Verenich (RUS)                                  | Curling              | Doubles mixtes                    | 22 janvier |

## Résultats

### Biathlon
Les États-Unis ont qualifié deux hommes et deux femmes en biathlon,.
Individuel
| Athlète               | Épreuve   | Temps         | Manqués | Rang |
| --------------------- | --------- | ------------- | ------- | ---- |
| Sean Doherty          | Sprint    | 20 min 47 s 5 | 3       | 12   |
| Sean Doherty          | Poursuite | 31 min 44 s 3 | 8       | 14   |
| Nick Proell           | Sprint    | 22 min 21 s 8 | 2       | 32   |
| Nick Proell           | Poursuite | 36 min 03 s 6 | 8       | 40   |
| Anna Kubek            | Sprint    | 18 min 56 s 7 | 1       | 13   |
| Anna Kubek            | Poursuite | 30 min 28 s 5 | 3       | 10   |
| Aleksandra Zakrzewska | Sprint    | 21 min 21 s 8 | 4       | 39   |
| Aleksandra Zakrzewska | Poursuite | 37 min 18 s 6 | 10      | 41   |

Mixte
| Athlètes                                                  | Épreuve                           | Temps             | Manqués | Rang |
| --------------------------------------------------------- | --------------------------------- | ----------------- | ------- | ---- |
| Anna Kubek Aleksandra Zakrzewska Nick Proell Sean Doherty | Relais mixte                      | 1 h 20 min 03 s 4 | 20      | 14   |
| Anna Kubek Heather Mooney Sean Doherty Patrick Caldwell   | Relais mixte ski de fond/biathlon | 1 h 05 min 23 s 0 | 5       | 3    |

### Bobsleigh
Les États-Unis ont envoyé une paire d'athlètes pour participer à l'épreuve de bobsleigh.
| Athlète                   | Épreuve           | Manche 1 | Manche 2 | Total         | Rang |
| ------------------------- | ----------------- | -------- | -------- | ------------- | ---- |
| Cody Bascue Jake Peterson | Bob à deux hommes | 54 s 98  | 54 s 67  | 1 min 49 s 65 | 7    |

### Combiné nordique
Les États-Unis ont qualifié un athlète en combiné nordique.
| Athlète        | Épreuve           | Saut à ski | Saut à ski | Saut à ski | Ski de fond   | Ski de fond | Finale        | Finale |
| Athlète        | Épreuve           | Distance   | Score      | Rang       | Temps         | Rang        | Temps         | Rang   |
| -------------- | ----------------- | ---------- | ---------- | ---------- | ------------- | ----------- | ------------- | ------ |
| Colton Kissell | Individuel hommes | 67,5 m     | 105,3      | 13         | 29 min 11 s 6 | 15          | 32 min 00 s 6 | 13     |

### Curling
Les États-Unis ont qualifié une équipe mixte junior de deux hommes et deux femmes. L'équipe représentant les États-Unis a été décidée lors d'éliminatoires pour les Jeux olympiques de la jeunesse qui ont lieu à Grafton en Dakota du Nord.

#### Équipe mixte
Équipe
Skip: Korey Dropkin

Third: Sarah Anderson

Second: Thomas Howell

Lead: Taylor Anderson

##### Tableau récapitulatif
| Légende | Légende                                  |
| ------- | ---------------------------------------- |
|         | Équipes qualifiées pour les demi-finales |
|         | Équipes qualifiées pour le tie-break     |

| Groupe Bleu        | Skip             | V | D |
| ------------------ | ---------------- | - | - |
| États-Unis         | Korey Dropkin    | 7 | 0 |
| Suisse             | Michael Brunner  | 6 | 1 |
| République tchèque | Marek Černovský  | 4 | 3 |
| Chine              | Bai Yang         | 3 | 4 |
| Norvège            | Markus Skogvold  | 3 | 4 |
| Corée du Sud       | Kang Sue-yeon    | 2 | 5 |
| Nouvelle-Zélande   | Luke Steele      | 2 | 5 |
| Estonie            | Robert-Kent Päll | 1 | 6 |

##### Résultats de la poule
| C                      | 1 | 2 | 3 | 4 | 5 | 6 | 7 | 8 | 9 | 10 | Total |
| ---------------------- | - | - | - | - | - | - | - | - | - | -- | ----- |
| Estonie (Päll)         | 0 | 0 | 0 | 0 | 1 | 0 | X | X |   |    | 1     |
| États-Unis (Dropkin) X | 2 | 2 | 1 | 4 | 0 | 1 | X | X |   |    | 10    |

| A                         | 1 | 2 | 3 | 4 | 5 | 6 | 7 | 8 | 9 | 10 | Total |
| ------------------------- | - | - | - | - | - | - | - | - | - | -- | ----- |
| Nouvelle-Zélande (Steele) | 0 | 0 | 0 | 1 | 0 | 1 | X | X |   |    | 2     |
| États-Unis (Dropkin) X    | 2 | 2 | 1 | 0 | 5 | 0 | X | X |   |    | 10    |

| C                      | 1 | 2 | 3 | 4 | 5 | 6 | 7 | 8 | 9 | 10 | Total |
| ---------------------- | - | - | - | - | - | - | - | - | - | -- | ----- |
| États-Unis (Dropkin) X | 2 | 0 | 0 | 0 | 1 | 0 | 4 | X |   |    | 7     |
| Corée du Sud (Kang)    | 0 | 0 | 2 | 1 | 0 | 1 | 0 | X |   |    | 4     |

| D                      | 1 | 2 | 3 | 4 | 5 | 6 | 7 | 8 | 9 | 10 | Total |
| ---------------------- | - | - | - | - | - | - | - | - | - | -- | ----- |
| États-Unis (Dropkin) X | 2 | 0 | 1 | 0 | 0 | 2 | 0 | 1 |   |    | 6     |
| Suisse (Brunner)       | 0 | 2 | 0 | 1 | 0 | 0 | 1 | 0 |   |    | 4     |

| B                              | 1 | 2 | 3 | 4 | 5 | 6 | 7 | 8 | 9 | 10 | Total |
| ------------------------------ | - | - | - | - | - | - | - | - | - | -- | ----- |
| République tchèque (Černovský) | 0 | 0 | 0 | 0 | 1 | 0 | X | X |   |    | 1     |
| États-Unis (Dropkin) X         | 2 | 4 | 2 | 2 | 0 | 1 | X | X |   |    | 11    |

| D                    | 1 | 2 | 3 | 4 | 5 | 6 | 7 | 8 | 9 | 10 | Total |
| -------------------- | - | - | - | - | - | - | - | - | - | -- | ----- |
| Norvège (Skogvold) X | 1 | 0 | 1 | 0 | 1 | 0 | 0 | X |   |    | 3     |
| États-Unis (Dropkin) | 0 | 2 | 0 | 2 | 0 | 1 | 1 | X |   |    | 6     |

| A                    | 1 | 2 | 3 | 4 | 5 | 6 | 7 | 8 | 9 | 10 | Total |
| -------------------- | - | - | - | - | - | - | - | - | - | -- | ----- |
| États-Unis (Dropkin) | 1 | 1 | 4 | 0 | 1 | 1 | X | X |   |    | 8     |
| Chine (Bai) X        | 0 | 0 | 0 | 1 | 0 | 0 | X | X |   |    | 1     |

##### Phase finale
Quart de finale
| B                    | 1 | 2 | 3 | 4 | 5 | 6 | 7 | 8 | 9 | 10 | Total |
| -------------------- | - | - | - | - | - | - | - | - | - | -- | ----- |
| Italie (Mosaner) X   | 0 | 0 | 1 | 4 | 0 | 2 | 0 | X |   |    | 7     |
| États-Unis (Dropkin) | 0 | 0 | 0 | 0 | 2 | 0 | 3 | X |   |    | 5     |

Rang final : 5

#### Doubles mixtes
Équipes
| Second: Sarah Anderson (USA) Lead: Go Ke-on (KOR) | Second: Korey Dropkin (USA) Lead: Marina Verenich (RUS) | Second: Yang Ying (CHN) Lead: Thomas Howell (USA) | Second: Duncan Menzies (GBR) Lead: Taylor Anderson (USA) |

##### Résultats
| Athlètes                                   | 16e de finale                         | 8e de finale                     | Quart de finale                 | Demi-finale                           | Finale                                                          | Rang         |
| ------------------------------------------ | ------------------------------------- | -------------------------------- | ------------------------------- | ------------------------------------- | --------------------------------------------------------------- | ------------ |
| Sarah Anderson (USA) Go Ke-on (KOR)        | Brunner (SUI) Muskatewitz (GER) D 6–8 | Non qualifié                     | Non qualifié                    | Non qualifié                          | Non qualifié                                                    | Non qualifié |
| Korey Dropkin (USA) Marina Verenich (RUS)  | Stern (SUI) Rõuk (EST) V 13–3         | Steele (NZL) Heldin (SWE) V 10–3 | Brown (CAN) Reichel (AUT) V 9–3 | Brunner (SUI) Muskatewitz (GER) D 3–7 | Match pour la médaille de bronze Yoo (KOR) Tamakuma (JPN) V 6–5 | 3            |
| Yang Ying (CHN) Thomas Howell (USA)        | Genner (AUT) Gisler (SUI) V 10–2      | Sesaker (NOR) Kim (KOR) D 4–10   | Non qualifié                    | Non qualifié                          | Non qualifié                                                    | Non qualifié |
| Duncan Menzies (GBR) Taylor Anderson (USA) | Adviento (NZL) Meier (SUI) V 8–7      | Wranå (SWE) Zirk (EST) V 6–4     | Yoo (KOR) Tamakuma (JPN) D 4–7  | Non qualifié                          | Non qualifié                                                    | Non qualifié |

###### 16ede finale
| A                                                | 1 | 2 | 3 | 4 | 5 | 6 | 7 | 8 | 9 | 10 | Total |
| ------------------------------------------------ | - | - | - | - | - | - | - | - | - | -- | ----- |
| Michael Brunner (SUI) Nicole Muskatewitz (GER) X | 0 | 2 | 0 | 2 | 0 | 2 | 1 | 1 |   |    | 8     |
| Sarah Anderson (USA) Go Ke-on (KOR)              | 1 | 0 | 4 | 0 | 1 | 0 | 0 | 0 |   |    | 6     |

| A                                         | 1 | 2 | 3 | 4 | 5 | 6 | 7 | 8 | 9 | 10 | Total |
| ----------------------------------------- | - | - | - | - | - | - | - | - | - | -- | ----- |
| Elena Stern (SUI) Sander Rõuk (EST) X     | 2 | 0 | 0 | 0 | 1 | 0 | X | X |   |    | 3     |
| Korey Dropkin (USA) Marina Verenich (RUS) | 0 | 2 | 1 | 4 | 0 | 6 | X | X |   |    | 13    |

| A                                      | 1 | 2 | 3 | 4 | 5 | 6 | 7 | 8 | 9 | 10 | Total |
| -------------------------------------- | - | - | - | - | - | - | - | - | - | -- | ----- |
| Mathias Genner (AUT) Lisa Gisler (SUI) | 0 | 0 | 0 | 1 | 0 | 1 | 0 | X |   |    | 2     |
| Yang Ying (CHN) Thomas Howell (USA) X  | 3 | 1 | 2 | 0 | 3 | 0 | 1 | X |   |    | 10    |

| A                                           | 1 | 2 | 3 | 4 | 5 | 6 | 7 | 8 | 9 | 10 | Total |
| ------------------------------------------- | - | - | - | - | - | - | - | - | - | -- | ----- |
| Eleanor Adviento (NZL) Romano Meier (SUI) X | 2 | 0 | 1 | 0 | 1 | 0 | 3 | 0 | 0 |    | 7     |
| Duncan Menzies (GBR) Taylor Anderson (USA)  | 0 | 1 | 0 | 2 | 0 | 2 | 0 | 2 | 1 |    | 8     |

###### 8ede finale
| C                                           | 1 | 2 | 3 | 4 | 5 | 6 | 7 | 8 | 9 | 10 | Total |
| ------------------------------------------- | - | - | - | - | - | - | - | - | - | -- | ----- |
| Korey Dropkin (USA) Marina Verenich (RUS) X | 1 | 0 | 5 | 0 | 1 | 2 | 1 | X |   |    | 10    |
| Luke Steele (NZL) Johanna Heldin (SWE)      | 0 | 1 | 0 | 2 | 0 | 0 | 0 | X |   |    | 3     |

| D                                            | 1 | 2 | 3 | 4 | 5 | 6 | 7 | 8 | 9 | 10 | Total |
| -------------------------------------------- | - | - | - | - | - | - | - | - | - | -- | ----- |
| Duncan Menzies (GBR) Taylor Anderson (USA) X | 1 | 0 | 0 | 2 | 1 | 0 | 0 | 2 |   |    | 6     |
| Rasmus Wranå (SWE) Kerli Zirk (EST)          | 0 | 1 | 1 | 0 | 0 | 1 | 1 | 0 |   |    | 4     |

| D                                       | 1 | 2 | 3 | 4 | 5 | 6 | 7 | 8 | 9 | 10 | Total |
| --------------------------------------- | - | - | - | - | - | - | - | - | - | -- | ----- |
| Yang Ying (CHN) Thomas Howell (USA)     | 0 | 3 | 0 | 0 | 0 | 1 | 0 | X |   |    | 4     |
| Martin Sesaker (NOR) Kim Eun-bi (KOR) X | 2 | 0 | 2 | 1 | 2 | 0 | 3 | X |   |    |       |

###### Quart de finale
| C                                            | 1 | 2 | 3 | 4 | 5 | 6 | 7 | 8 | 9 | 10 | Total |
| -------------------------------------------- | - | - | - | - | - | - | - | - | - | -- | ----- |
| Duncan Menzies (GBR) Taylor Anderson (USA) X | 1 | 0 | 0 | 1 | 0 | 1 | 1 | 0 |   |    | 4     |
| Yoo Min-hyeon (KOR) Mako Tamakuma (JPN)      | 0 | 2 | 1 | 0 | 3 | 0 | 0 | 1 |   |    | 7     |

| D                                         | 1 | 2 | 3 | 4 | 5 | 6 | 7 | 8 | 9 | 10 | Total |
| ----------------------------------------- | - | - | - | - | - | - | - | - | - | -- | ----- |
| Korey Dropkin (USA) Marina Verenich (RUS) | 1 | 2 | 2 | 0 | 4 | 0 | 0 | X |   |    | 9     |
| Corryn Brown (CAN) Martin Reichel (AUT) X | 0 | 0 | 0 | 1 | 0 | 1 | 1 | X |   |    | 3     |

###### Demi-finale
| A                                              | 1 | 2 | 3 | 4 | 5 | 6 | 7 | 8 | 9 | 10 | Total |
| ---------------------------------------------- | - | - | - | - | - | - | - | - | - | -- | ----- |
| Michael Brunner (SUI) Nicole Muskatewitz (GER) | 1 | 1 | 0 | 2 | 0 | 3 | 0 | X |   |    | 7     |
| Korey Dropkin (USA) Marina Verenich (RUS) X    | 0 | 0 | 1 | 0 | 1 | 0 | 1 | X |   |    | 3     |

###### Match pour la médaille de bronze
| B                                           | 1 | 2 | 3 | 4 | 5 | 6 | 7 | 8 | 9 | 10 | Total |
| ------------------------------------------- | - | - | - | - | - | - | - | - | - | -- | ----- |
| Korey Dropkin (USA) Marina Verenich (RUS) X | 1 | 0 | 1 | 0 | 2 | 0 | 1 | 0 | 1 |    | 6     |
| Yoo Min-hyeon (KOR) Mako Tamakuma (JPN)     | 0 | 1 | 0 | 1 | 0 | 1 | 0 | 2 | 0 |    | 5     |

### Hockey sur glace
Les États-Unis ont qualifié une équipe masculine de hockey sur glace de 17 athlètes.

#### Équipe
La composition de l'équipe est la suivante,:
| No. | Pos.           | Nom du joueur de l'équipe américaine masculine des moins de 16 ans lors des Jeux olympiques de la jeunesse 2012 | Taille | Poids | Date de naissance | Ville natale                     | Équipe actuelle                        |
| --- | -------------- | --- | ------ | ----- | ----------------- | -------------------------------- | -------------------------------------- |
| 30  | Gardien de but | Logan Halladay (en)                                                                                             | 185 cm | 79 kg | 17 août 1996      | Cary (Caroline du Nord)          | Carolina Jr. Hurricanes (NAPAL)        |
| 1   | Gardien de but | Edwin Minney (en)                                                                                               | 193 cm | 88 kg | 29 mars 1996      | Wind Gap (Pennsylvanie)          | DC Capitals (TIER-1 ELITE)             |
| 3   | Défenseur      | Adam Baughman (en)                                                                                              | 188 cm | 79 kg | 3 janvier 1996    | Chicago (Illinois)               | Chicago Mission (HPHL)                 |
| 2   | Défenseur      | Nathan Billitier (en)                                                                                           | 180 cm | 82 kg | 20 mars 1996      | Spencerport (New York)           | Rochester Stars (EJHL)                 |
| 4   | Défenseur      | Ryan Bliss (en)                                                                                                 | 185 cm | 84 kg | 22 juin 1996      | Bedford (New Hampshire)          | St. Paul's School                      |
| 5   | Défenseur      | Jack Glover (en)                                                                                                | 188 cm | 77 kg | 17 mai 1996       | Golden Valley (Minnesota)        | Benilde-St. Margaret's School          |
| 6   | Défenseur      | Joshua Jacobs (en)                                                                                              | 185 cm | 78 kg | 15 février 1996   | Shelby Township (Michigan)       | Detroit Honeybaked (HPHL)              |
| 8   | Défenseur      | Jack Walker (en)                                                                                                | 173 cm | 68 kg | 30 janvier 1996   | Edina (Minnesota)                | Edina High School                      |
| 10  | Attaquant      | Blake Clarke (en)                                                                                               | 187 cm | 88 kg | 24 janvier 1996   | Wildwood (Missouri)              | Force de Fargo (USHL)                  |
| 12  | Attaquant      | Jack Eichel | 185 cm | 79 kg | 28 octobre 1996   | North Chelmsford (Massachusetts) | Boston Jr. Bruins (EJHL)               |
| 11  | Attaquant      | Jared Fiegl (en)                                                                                                | 183 cm | 86 kg | 23 janvier 1996   | Parker (Colorado)                | Colorado Rampage (TIER-1 ELITE)        |
| 9   | Attaquant      | Shane Gersich (en)                                                                                              | 180 cm | 74 kg | 10 juillet 1996   | Chaska (Minnesota)               | Holy Family Catholic High School       |
| 18  | Attaquant      | Marcel Godbout (en)                                                                                             | 179 cm | 82 kg | 4 juin 1996       | Center Line (Michigan)           | Shattuck St. Mary's School             |
| 15  | Attaquant      | Nicholas Magyar (en)                                                                                            | 190 cm | 79 kg | 29 mai 1996       | Mentor (Ohio)                    | Cleveland Jr. Barons                   |
| 14  | Attaquant      | Ryan MacInnis (en)                                                                                              | 191 cm | 77 kg | 14 février 1996   | Saint-Louis (Missouri)           | St. Louis Amateur Blues (TIER-1 ELITE) |
| 16  | Attaquant      | Nick Schmaltz                                                                                                   | 180 cm | 75 kg | 23 février 1996   | Verona (Wisconsin)               | Chicago Mission (HPHL)                 |
| 17  | Attaquant      | Joe Wegwerth (en)                                                                                               | 188 cm | 86 kg | 16 juin 1996      | Brewster (New York)              | Brewster Bulldogs (EJHL)               |

Staff technique
Entraîneur : Ben Smith

Entraîneur athlétique: Stan Wong

#### Résultats

##### Tour préliminaire
| Clt   | Équipe     | PJ | V | VP | D | DP | BP | BC | Diff | Pts |
| ----- | ---------- | -- | - | -- | - | -- | -- | -- | ---- | --- |
| +001, | Russie     | 4  | 3 | 0  | 1 | 0  | 25 | 9  | +16  | 9   |
| +002, | Canada     | 4  | 2 | 1  | 1 | 0  | 20 | 7  | +13  | 8   |
| +003, | Finlande   | 4  | 2 | 0  | 1 | 1  | 13 | 11 | +2   | 7   |
| +004, | États-Unis | 4  | 2 | 0  | 2 | 0  | 14 | 18 | –4   | 6   |
| +005, | Autriche   | 4  | 0 | 0  | 4 | 0  | 3  | 30 | –27  | 0   |

- Qualifié pour les demi-finales

| 14 janvier | États-Unis | 7-2 (4–0, 1–1, 2–1) | Autriche | Tyrolean Ice Arena 1 180 spectateurs |

| Feuille de match | Feuille de match | Feuille de match                    | Feuille de match                                        | Feuille de match                                     |
| ---------------- | --- | ----------------------------------- | ------------------------------------------------------- | ---------------------------------------------------- |
|                  | Gersich (Godbout, NSchmaltz) – 0 min 47 s Wegwerth (Eichel, Clarke) – 1 min 13 s MacInnis (Magyar, Baughman) (SN) – 9 min 2 s Gersich (Eichel) (SN) – 12 min 3 s Gersich (Billitier) – 23 min 37 s MacInnis (Godbout, Jacobs) (IN) – 41 min 6 s Godbout (Schmaltz) (IN) – 41 min 24 s | 1–0 2–0 3–0 4–0 4–1 5–1 5–2 6–2 7–2 | 20 min 40 s – Huber 30 min 44 s – Gaffal (Kraus, Huber) | Arbitrage : Andris Ansons Tilen Pahor Daniel Persson |
| Edwin Minney     | Gardiens | Stefan Müller                       |                                                         | Arbitrage : Andris Ansons Tilen Pahor Daniel Persson |
| 14 min           | Pénalités | 10 min                              |                                                         | Arbitrage : Andris Ansons Tilen Pahor Daniel Persson |
| 42               | Tirs | 16                                  |                                                         | Arbitrage : Andris Ansons Tilen Pahor Daniel Persson |

| 15 janvier 2012 | Canada | 5-1 (1–0, 2–1, 2–0) | États-Unis | Tyrolean Ice Arena 2 575 spectateurs |

| Feuille de match | Feuille de match | Feuille de match        | Feuille de match                    | Feuille de match                                       |
| ---------------- | --- | ----------------------- | ----------------------------------- | ------------------------------------------------------ |
|                  | E. Cornel – 3 min 58 s R. Gropp (E. Cornel) – 16 min 30 s R. Duke (A. Brooks, R. Pilon) – 28 min 54 s A. Brooks (B. Martin, R. Gardiner) (SN) – 43 min 21 s R. Gropp (R. Gardiner, E. Cornel) (SN) – 44 min 6 s | 1–0 2–0 2–1 3–1 4–1 5–1 | 17 min 39 s – B. Clarke (J. Jacobs) | Arbitrage : Simon Aicher Andrei Haurylenka Tilen Pahor |
| Keven Bouchard   | Gardiens | Logan Halladay          |                                     | Arbitrage : Simon Aicher Andrei Haurylenka Tilen Pahor |
| 2 min            | Pénalités | 12 min                  |                                     | Arbitrage : Simon Aicher Andrei Haurylenka Tilen Pahor |
| 27               | Tirs | 16                      |                                     | Arbitrage : Simon Aicher Andrei Haurylenka Tilen Pahor |

| 17 janvier 2012 | Finlande | 4-5 (1–0, 2–3, 1–2) | États-Unis | Tyrolean Ice Arena 1 824 spectateurs |

| Feuille de match | Feuille de match | Feuille de match                    | Feuille de match | Feuille de match                                       |
| ---------------- | --- | ----------------------------------- | --- | ------------------------------------------------------ |
|                  | J. Kiviranta (W. Hopponen, J. Tuulola) – 12 min 16 s J. Tuulola (J. Kiviranta, M. Pitkanen) – 19 min 45 s A. Kauppinen (W. Hopponen, A. Levanen) – 24 min 36 s K. Kapanen (M. Haapanen) – 41 min 45 s | 1–0 1–1 2–1 2–2 3–2 3–3 3–4 3–5 4–5 | 16 min 31 s – A. Baughman (N. Schmaltz) 23 min 10 s – J. Glover (R. Bliss) (SN) 27 min 47 s – B. Clarke (K. Kerr) 31 min 1 s – N. Schmaltz (R. Bliss, J. Fiegl) 32 min 15 s – R. MacInnis (S. Gersich, N. Magyar) | Arbitrage : Andris Ansons Tilen Pahor Martin Smeibidlo |
| Juuso Kannel     | Gardiens | Edwin Minney                        | | Arbitrage : Andris Ansons Tilen Pahor Martin Smeibidlo |
| 10 min           | Pénalités | 26 min                              | | Arbitrage : Andris Ansons Tilen Pahor Martin Smeibidlo |
| 29               | Tirs | 32                                  | | Arbitrage : Andris Ansons Tilen Pahor Martin Smeibidlo |

| 18 janvier 2012 | États-Unis | 1-7 (0–2, 0–3, 1–2) | Russie | Tyrolean Ice Arena 2 124 spectateurs |

| Feuille de match | Feuille de match                                  | Feuille de match                | Feuille de match | Feuille de match                                       |
| ---------------- | ------------------------------------------------- | ------------------------------- | --- | ------------------------------------------------------ |
|                  | J. Fiegl (R. MacInnis, J. Wegwerth) – 38 min 17 s | 0–1 0–2 0–3 0–4 0–5 1–5 1–6 1–7 | 1 min 43 s – E. Orlov (I. Svetchnikov, A. Protapovich (SN) 6 min 47 s – A. Mikulovich (I. Nikolishin, D. Sergeev) (SN) 16 min 24 s – S. Kondratyev (A. Svetlakov) 19 min 32 s – I. Svetchnikov (M. Lazarev, A. Protapovich) (SN) 21 min 58 s – M. Lazarev (I. Svetchnikov) 40 min 30 s – M. Lazarev (I. Svetchnikov) 43 min 32 s – E. Nasybullin (E. Orlov, A. Protapovich) (SN) | Arbitrage : Simon Aicher Benjamin Hoppe Daniel Persson |
| Edwin Minney     | Gardiens                                          | Sergey Korobov                  | | Arbitrage : Simon Aicher Benjamin Hoppe Daniel Persson |
| 16 min           | Pénalités                                         | 4 min                           | | Arbitrage : Simon Aicher Benjamin Hoppe Daniel Persson |
| 15               | Tirs                                              | 30                              | | Arbitrage : Simon Aicher Benjamin Hoppe Daniel Persson |

##### Phase finale

###### Demi-finale
| 20 janvier | Russie | 5-2 (1–0, 1–0, 3–2) | États-Unis | Tyrolean Ice Arena 1 632 spectateurs |

| Feuille de match | Feuille de match | Feuille de match            | Feuille de match                                                           | Feuille de match                                                |
| ---------------- | --- | --------------------------- | -------------------------------------------------------------------------- | --------------------------------------------------------------- |
|                  | E. Orlov (E. Nasybullin, A. Protapovich) (SN) – 2 min 6 s I. Nikolishin (A. Nekolenko) – 28 min 1 s I. Zinovev (A. Mikulovich, I. Nikolishin) – 31 min 3 s A. Nekolenko (I. Nikolishin, D. Sergeev) – 32 min 49 s I. Svetchnikov – 44 min 37 s | 1–0 2–0 3–0 4–0 4–1 4–2 5–2 | 40 min 6 s – J. Wegwerth (J. Eichel) 41 min 22 s – Eichel (J. Glover) (SN) | Arbitrage : Andreas Harnebring Andrei Haurylenka Daniel Persson |
| Sergey Korobov   | Gardiens | Logan Halladay              |                                                                            | Arbitrage : Andreas Harnebring Andrei Haurylenka Daniel Persson |
| 14 min           | Pénalités | 8 min                       |                                                                            | Arbitrage : Andreas Harnebring Andrei Haurylenka Daniel Persson |
| 16               | Tirs | 32                          |                                                                            | Arbitrage : Andreas Harnebring Andrei Haurylenka Daniel Persson |

###### Match pour la médaille de bronze
| 21 janvier 2012 | Canada | 7-5 (3–1, 4–1, 0–3) | États-Unis | Tyrolean Ice Arena 1 592 spectateurs |

| Feuille de match | Feuille de match | Feuille de match                                | Feuille de match | Feuille de match                                       |
| ---------------- | --- | ----------------------------------------------- | --- | ------------------------------------------------------ |
|                  | E. Cornel (R. Gardiner, J. Hicketts) (SN) – 4 min 19 s R. Pilon (R. Gardiner, E. Cornel) – 6 min 58 s R. Gropp (R. Gardiner, R. Pilon) (SN) – 13 min 22 s A. Brooks (R. Duke, B. Martin) – 21 min 27 s R. Gardiner (J. Hicketts) – 22 min 35 s R. Gropp – 23 min 10 s R. Gropp (R. Gardiner) – 25 min 40 s | 1–0 2–0 3–0 3–1 3–2 4–2 5–2 6–2 7–2 7–3 7–4 7–5 | 14 min 53 s – N. Billitier (A. Baughman) 19 min 40 s – R. MacInnis (J. Eichel) 31 min 44 s – J. Eichel (N. Schmaltz) 38 min 54 s – N. Magyar (J. Jacobs, J. Wegwerth) 40 min 10 s – N. Schmaltz (R. MacInnis, M. Godbout) (SN) | Arbitrage : Stian Halm Benjamin Hoppe Martin Smeibidlo |
| Keven Bouchard   | Gardiens | Logan Halladay                                  | | Arbitrage : Stian Halm Benjamin Hoppe Martin Smeibidlo |
| 8 min            | Pénalités | 12 min                                          | | Arbitrage : Stian Halm Benjamin Hoppe Martin Smeibidlo |
| 19               | Tirs | 40                                              | | Arbitrage : Stian Halm Benjamin Hoppe Martin Smeibidlo |

Rang final : 4

### Luge
Les États-Unis ont qualifié trois lugeurs et deux lugeuses,.
| Athlète                                             | Épreuve                   | Manche 1 | Manche 1 | Manche 2 | Manche 2 | Manche 3 | Manche 3 | Total          | Rang |
| Athlète                                             | Épreuve                   | Temps    | Rang     | Temps    | Rang     | Temps    | Rang     | Total          | Rang |
| --------------------------------------------------- | ------------------------- | -------- | -------- | -------- | -------- | -------- | -------- | -------------- | ---- |
| Ty Andersen                                         | Simple hommes             | 40 s 374 | 17       | 40 s 210 | 13       |          |          | 1 min 20 s 584 | 15   |
| Tucker West                                         | Simple hommes             | 40 s 218 | 12       | 40 s 117 | 10       |          |          | 1 min 20 s 335 | 12   |
| Ty Andersen Pat Edmunds                             | Doubles hommes            | 42 s 817 | 3        | 42 s 949 | 4        |          |          | 1 min 25 s 766 | 3    |
| Summer Britcher                                     | Simple femmes             | 40 s 321 | 5        | 40 s 309 | 3        |          |          | 1 min 20 s 630 | 5    |
| Raychel Germaine                                    | Simple femmes             | 40 s 856 | 12       | 41 s 324 | 18       |          |          | 1 min 22 s 180 | 14   |
| Summer Britcher Tucker West Ty Andersen Pat Edmunds | Relais par équipes mixtes | 44 s 658 | 1        | 46 s 686 | 1        | 46 s 966 | 1        | 2 min 18 s 310 | 1    |

### Patinage artistique
Les États-Unis avaient qualifiés trois patineurs et patineuses et trois couples. Cependant, il n'y aura qu'une patineuse en compétition individuelle, un couple et deux duos en danse sur glace. Initialement, les États-Unis avait reçu une place pour la compétition masculine et une place supplémentaire en compétition féminine mais U.S. Figure Skating a annoncé que ces places ne seront pas pourvus,.
Individuel/Couples
| Athlète                        | Épreuve         | PC/DO  | PC/DO | PL/DL  | PL/DL | Total  | Rang |
| Athlète                        | Épreuve         | Points | Rang  | Points | Rang  | Total  | Rang |
| ------------------------------ | --------------- | ------ | ----- | ------ | ----- | ------ | ---- |
| Jordan Bauth                   | Individuel      | 42,33  | 7     | 81,06  | 7     | 123,39 | 7    |
| Caitlin Belt Michael Johnson   | Couples         | 38,65  | 4     | 70,96  | 4     | 109,61 | 4    |
| Rachel Parsons Michael Parsons | Danse sur glace | 44,69  | 4     | 69,53  | 4     | 114,22 | 4    |

Mixte par CNO
| Athlète                                                                               | Épreuve             | Homme (H) | Homme (H) | Femme (F) | Femme (F) | Danse sur glace (DG) | Danse sur glace (DG) | Total points | Rang final |
| Athlète                                                                               | Épreuve             | Score     | Points    | Score     | Points    | Score                | Points               | Total points | Rang final |
| ------------------------------------------------------------------------------------- | ------------------- | --------- | --------- | --------- | --------- | -------------------- | -------------------- | ------------ | ---------- |
| H : Shoma Uno (JPN) F: Jordan Bauth (USA) DG: Eugenia Tkachenka / Yuri Gulitski (BLR) | Trophée par équipes | 112,72    | 7         | 77,84     | 7         | 44,36                | 2                    | 16           | 1          |

### Patinage de vitesse
Les États-Unis ont qualifié une patineuse de vitesse.
| Athlète     | Épreuve              | Séries | Séries | Finale        | Finale |
| Athlète     | Épreuve              | Temps  | Rang   | Temps         | Rang   |
| ----------- | -------------------- | ------ | ------ | ------------- | ------ |
| Clare Jeong | 3 000 mètres femmes  |        |        | 4 min 54 s 04 | 8      |
| Clare Jeong | Départ groupé femmes |        |        | 6 min 11 s 73 | 13     |

### Patinage de vitesse sur piste courte
Les États-Unis ont qualifié un patineur et une patineuse de vitesse sur piste courte.
Individuel
| Athlète      | Épreuve             | Quart de finale | Quart de finale | Demi-finale     | Demi-finale | Finale         | Finale       |
| Athlète      | Épreuve             | Temps           | Rang            | Temps           | Rang        | Temps          | Rang         |
| ------------ | ------------------- | --------------- | --------------- | --------------- | ----------- | -------------- | ------------ |
| Thomas Hong  | 500 mètres hommes   | 44 s 485        | 1 Q             | 43 s 187        | 2 Q         | 42 s 782       | 4            |
| Thomas Hong  | 1 000 mètres hommes | 1 min 30 s 615  | 2 Q             | N'a pas terminé | –           | Non qualifié   | Non qualifié |
| Sarah Warren | 500 mètres femmes   | 48 s 241        | 1 Q             | 47 s 033        | 4 qB        | 48 s 273       | 4            |
| Sarah Warren | 1 000 mètres femmes | 1 min 40 s 397  | 4               | 1 min 45 s 006  | 2 QC        | 1 min 50 s 026 | 11           |

Mixte
| Athlète                                                                                          | Épreuve              | Demi-finale    | Demi-finale | Finale         | Finale |
| Athlète                                                                                          | Épreuve              | Temps          | Rang        | Temps          | Rang   |
| ------------------------------------------------------------------------------------------------ | -------------------- | -------------- | ----------- | -------------- | ------ |
| Équipe D Elisabeth Witt (GER) Thomas Insuk Hong (USA) Sumire Kikuchi (JPN) Yin-Cheng Chang (TPE) | Relais mixte par CNO | 4 min 23 s 141 | 4 qB        | 4 min 24 s 360 | 4      |
| Équipe E Sarah Warren (USA) Kei Saito (JPN) Lin Yu-Tzu (TPE) Josse Antonissen (NED)              | Relais mixte par CNO | 4 min 36 s 208 | 4 qB        | 4 min 30 s 383 | 6      |

Notes
Warren a été reléguée dans la finale B après la demi-finale et a pris la première position lors de cette finale. Elle se classe au total quatrième

Warren s'est qualifiée dans la finale C après la demi-finale et s'est classée quatrième lors de la finale C. Elle se classe au total onzième

### Saut à ski
Les États-Unis ont qualifié un homme et une femme en saut à ski,,.
Individuel
| Athlète         | Épreuve           | 1er saut | 1er saut | 2e saut  | 2e saut | Total  | Total |
| Athlète         | Épreuve           | Distance | Points   | Distance | Points  | Points | Rang  |
| --------------- | ----------------- | -------- | -------- | -------- | ------- | ------ | ----- |
| William Rhoads  | Individuel hommes | 59,0 m   | 86,4     | 63,0 m   | 95,0    | 181,4  | 19    |
| Emilee Anderson | Individuel femmes | 59,5 m   | 85,1     | 65,5 m   | 101,0   | 186,1  | 9     |

Équipe avec combiné nordique
| Athlète                                      | Épreuve                 | 1er tour | 2e tour | Total | Rang |
| -------------------------------------------- | ----------------------- | -------- | ------- | ----- | ---- |
| Emilee Anderson Colton Kissel William Rhoads | Compétition par équipes | 205,7    | 230,5   | 436,2 | 11   |

### Skeleton
Les États-Unis ont qualifié un homme et deux femmes pour le skeleton.
| Athlète             | Épreuve           | Manche 1 | Manche 2      | Total         | Rang |
| ------------------- | ----------------- | -------- | ------------- | ------------- | ---- |
| Anthony Herringshaw | Individuel hommes | 59 s 00  | 59 s 16       | 1 min 58 s 16 | 7    |
| Timi Earl           | Individuel femmes |          | 1 min 01 s 04 | 1 min 01 s 04 | 9    |
| Lizzy Maxwell       | Individuel femmes |          | 59 s 50       | 59 s 50       | 7    |

### Ski acrobatique
Les États-Unis ont qualifié un skieur et deux skieuses dont une en ski half-pipe et une en ski cross,,,.
Ski half-pipe
| Athlète            | Épreuve              | Qualification   | Qualification | Finale        | Finale        |
| Athlète            | Épreuve              | Points          | Rang          | Points        | Rang          |
| ------------------ | -------------------- | --------------- | ------------- | ------------- | ------------- |
| Aaron Blunck       | Ski half-pipe hommes | 75,75           | 3 Q           | 87,50         | 3             |
| Jeanne Crane-Mauzy | Ski half-pipe femmes | N'a pas débutée | –             | Non qualifiée | Non qualifiée |

Ski cross
| Athlète       | Épreuve          | Qualification | Qualification | Quart de finale | Quart de finale | Demi-finale | Demi-finale | Finale   | Finale |
| Athlète       | Épreuve          | Temps         | Rang          | Temps           | Rang            | Temps       | Rang        | Temps    | Rang   |
| ------------- | ---------------- | ------------- | ------------- | --------------- | --------------- | ----------- | ----------- | -------- | ------ |
| Lesley Wilson | Ski cross femmes | 1 min 02 s 64 | 10            | Annulées        | Annulées        | Annulées    | Annulées    | Annulées | 10     |

### Ski alpin
Les États-Unis ont qualifié un homme et une femme en ski alpin,,.
| Athlète               | Épreuve      | Manche 1      | Manche 2        | Total            | Rang             |
| --------------------- | ------------ | ------------- | --------------- | ---------------- | ---------------- |
| Alex Leever           | Super-G      | 1 min 06 s 33 |                 | 1 min 06 s 33    | 16               |
| Alex Leever           | Combiné      | 1 min 05 s 98 | 37 s 36         | 1 min 43 s 34    | 10               |
| Alex Leever           | Slalom géant | 59 s 89       | 56 s 09         | 1 min 55 s 98    | 11               |
| Alex Leever           | Slalom       | 40 s 44       | N'a pas terminé | –                | –                |
| Julia Mueller-Ristine | Super-G      |               |                 | N'a pas terminée | N'a pas terminée |
| Julia Mueller-Ristine | Combiné      | 1 min 07 s 93 | 40 s 17         | 1 min 48 s 10    | 17               |
| Julia Mueller-Ristine | Slalom géant | 1 min 01 s 86 | 1 min 01 s 31   | 2 min 03 s 17    | 24               |
| Julia Mueller-Ristine | Slalom       | 46 s 48       | 41 s 31         | 1 min 27 s 79    | 12               |

### Ski de fond
Les États-Unis ont qualifié un skieur et une skieuse de fond,,,.
Individuel
| Athlète          | Épreuve       | Quart de finale | Quart de finale | Demi-finale   | Demi-finale   | Finale        | Finale        |
| Athlète          | Épreuve       | Temps           | Rang            | Temps         | Rang          | Temps         | Rang          |
| ---------------- | ------------- | --------------- | --------------- | ------------- | ------------- | ------------- | ------------- |
| Patrick Caldwell | 10 km hommes  |                 |                 |               |               | 31 min 30 s 1 | 16            |
| Patrick Caldwell | Sprint hommes | 1 min 46 s 5    | 4 Q (LL)        | 1 min 47 s 3  | 3 Q (LL)      | 1 min 47 s 0  | 5             |
| Heather Mooney   | 5 km femmes   |                 |                 |               |               | 16 min 18 s 8 | 13            |
| Heather Mooney   | Sprint femmes | 2 min 09 s 6    | 5               | Non qualifiée | Non qualifiée | Non qualifiée | Non qualifiée |

Notes
- LL – Lucky loser; les lucky losers dans les épreuves de sprint en ski de fond se qualifient pour le tour suivant en faisant le meilleur temps du tour parmi les athlètes classés troisièmes ou quatrièmes.

Mixte
| Athlète                                                 | Épreuve                           | Finale            | Finale |
| Athlète                                                 | Épreuve                           | Temps             | Rang   |
| ------------------------------------------------------- | --------------------------------- | ----------------- | ------ |
| Anna Kubek Heather Mooney Sean Doherty Patrick Caldwell | Relais mixte ski de fond/biathlon | 1 h 05 min 23 s 0 | 3      |

### Snowboard
Les États-Unis ont qualifié un homme et une femme dans chaque épreuve de half-pipe ou de slopestyle,,.
| Athlète      | Épreuve           | Qualification | Qualification | Qualification | Demi-finale  | Demi-finale  | Demi-finale  | Finale        | Finale        | Finale        |
| Athlète      | Épreuve           | Manche 1      | Manche 2      | Rang          | Manche 1     | Manche 2     | Rang         | Manche 1      | Manche 2      | Rang          |
| ------------ | ----------------- | ------------- | ------------- | ------------- | ------------ | ------------ | ------------ | ------------- | ------------- | ------------- |
| Ben Ferguson | Half-pipe hommes  | 88,00         | 33,75         | 3 Q           |              |              |              | 90,25         | 93,25         | 1             |
| Ben Ferguson | Slopestyle hommes | 80,50         | 90,25         | 1 Q           |              |              |              | 90,25         | 87,50         | 2             |
| Max Raymer   | Half-pipe hommes  | 47,00         | 48,50         | 10            | Non qualifié | Non qualifié | Non qualifié | Non qualifié  | Non qualifié  | Non qualifié  |
| Max Raymer   | Slopestyle hommes | 74,25         | 80,75         | 2 Q           |              |              |              | 39,25         | 85,00         | 5             |
| Arielle Gold | Half-pipe femmes  | 88;50         | 27,00         | 1 Q           |              |              |              | 90,00         | 86,50         | 2             |
| Arielle Gold | Slopestyle femmes | 77,50         | 72,50         | 4 Q           |              |              |              | 71,75         | 69,00         | 2             |
| Indigo Monk  | Half-pipe femmes  | 45,00         | 46,75         | 8 q           | 59,25        | 54,50        | 5            | Non qualifiée | Non qualifiée | Non qualifiée |
| Indigo Monk  | Slopestyle femmes | 65,75         | 77,25         | 5             |              |              |              | 55,00         | 50,00         | 5             |